# Tisbe eurypleura
Tisbe eurypleura är en kräftdjursart som först beskrevs av Pinkster 1968.  Tisbe eurypleura ingår i släktet Tisbe och familjen Tisbidae. Inga underarter finns listade i Catalogue of Life.